# Backyard: El traspatio
Backyard: El traspatio es una película mexicana estrenada el 20 de febrero de 2009, dirigida por Carlos Carrera y escrita por la dramaturga Sabina Berman; protagonizada por Ana de la Reguera, Asur Zagada, Iván Cortés, Joaquín Cosío y Jimmy Smits. Esta cinta aborda el caso de las mujeres asesinadas en Ciudad Juárez, en el estado de Chihuahua, en la frontera México-Estados Unidos.
La Academia Mexicana de Artes y Ciencias Cinematográficas informó que Backyard: El traspatio fue la apuesta de México para conseguir una nominación al Oscar en la categoría de mejor película extranjera.
En la 52a. entrega del Premio Ariel consiguió ocho nominaciones: Mejor Dirección (Carlos Carrera), Mejor Actriz (Ásur Zagada), Mejor Coactuación Masculina (Iván Cortés), Mejor Fotografía (Martín Boege y Everardo González), entre otras.
En los Estados Unidos ha sido reconocido el trabajo de Ana de la Reguera como mejor actriz en los Premios Imagen que otorga la comunidad latina, en el Festival Internacional de Chicago Asur Zagada e Iván Cortes obtuvieron menciones como actores del futuro y Sabina Berman obtuvo los galardones a mejor guion en los festivales de La Habana y Cataluña.

## Sinopsis
Blanca Bravo (Ana de la Reguera) es una policía idealista recién llegada a Ciudad Juárez donde se enfrenta al creciente número de asesinatos de mujeres: cada mes aparecen en promedio dos asesinadas. Ella se dedica a investigar los asesinatos con tesón y descubre una sociedad en la que pocos quieren abrir los ojos y ver qué sucede a su alrededor. Juanita Sánchez (Asur Zagada) de 17 años, viene de Cintalapa, Chiapas (cerca de Bonampak), a trabajar en la industria de las maquiladoras, tiene un novio: Cutberto (Iván Cortes). En menos de tres meses se vuelve una mujer dueña de sí misma. Pero el azar y las circunstancias de Juárez son los que harán cruzar los destinos de Juanita y Blanca, un fatal amanecer en el desierto.

## Reparto
- Ana de la Reguera como Blanca Bravo.
- Marco Pérez como Fierro.
- Asur Zagada como Juanita Sánchez.
- Iván Cortés como Cutberto.
- Jimmy Smits como Mickey Santos.
- Joaquín Cosio como Peralta.
- Alejandro Calva como Comandante.
- Amorita Rasgado como Margara.
- Enoc Leaño como el Gobernador.
- Carolina Politi como Sara.
- Sayed Badreya como El Sultán.
- Adriana Paz como Hilda.
- Lisa Owen como Silvia.
- Juan Carlos Barreto como Alvárez.
- Paloma Arredondo como Elvia.

## Premios

### Premios Ariel
| Categoría                   | Persona                                                                                           | Resultado |
| --------------------------- | ------------------------------------------------------------------------------------------------- | --------- |
| Mejor película              | Mejor película                                                                                    | Nominada  |
| Mejor dirección             | Carlos Carrera                                                                                    | Ganador   |
| Mejor fotografía            | Martín Boege - Everardo González                                                                  | Ganadores |
| Mejor sonido                | Mario Martínez Cobos - Miguel Ángel Molina - Ernesto Gaytán Saules - Antonio Diego - Isabel Muñoz | Ganadores |
| Mejor diseño de arte        | Gloria Carrazco - Lizette Ponce                                                                   | Ganadoras |
| Mejor vestuario             | Mariaestela Fernández                                                                             | Nominada  |
| Mejores efectos especiales  | Alejandro Vázquez                                                                                 | Nominado  |
| Mejor actriz                | Asur Zágada                                                                                       | Ganadora  |
| Mejor coactuación masculina | Iván Cortes                                                                                       | Nominado  |

### Premios CANACINE
| Categoría         | Persona           | Resultado |
| ----------------- | ----------------- | --------- |
| Mejor película    | Mejor película    | Ganadora  |
| Mejor dirección   | Carlos Carrera    | Ganador   |
| Mejor actriz      | Ana de la Reguera | Ganadora  |
| Promesa Masculina | Iván Cortés       | Nominado  |